# Северное Косово
Се́верное Ко́сово (серб. Северно Косово / Severno Kosovo, алб. Kosova Veriore) — неофициальное название района в северной части Косова, населённого преимущественно сербами, в то время как в остальной части абсолютное большинство (более 90 %) составляют албанцы-косовары. Также район носит название Ибарский Колашин (серб. Ибарски Колашин / Ibarski Kolašin, алб. Kollashini i Ibrit), оно использовалось ещё до конфликта в крае.
Согласно точке зрения Сербии, автономный край Косово и Метохия является частью Сербии, при этом находясь под протекторатом ООН. В то же время власти частично признанной Республики Косово считают Северное Косово своей территорией, заявляя о территориальной целостности своего государства.
Фактически же Северное Косово управляется муниципальной властью в рамках законодательства Сербии, однако Сербии запрещено держать в районе свои силовые структуры, а сам район отделён таможенной и охраняемой границей как от основной территории Сербии, так и от албанской части Косова. Основная валюта — сербский динар (в албанской части Косова используется евро).

## География
Северное Косово занимает полностью три северных общины края: Лепосавич, Звечан и Зубин-Поток, а также сравнительно небольшую часть общины Косовска-Митровица за северным берегом реки Ибар. Город Косовска-Митровица также разделён на сербскую и албанскую части по реке Ибар. Северное Косово охватывает около 1200 км² или 11,1 % площади края. Благодаря своей границе с Сербией, Северное Косово не относится к многочисленным сербским анклавам в Косове.
Северное Косово богато минеральными ресурсами, в нём расположен горнодобывающий комплекс Трепча.

## Галерея

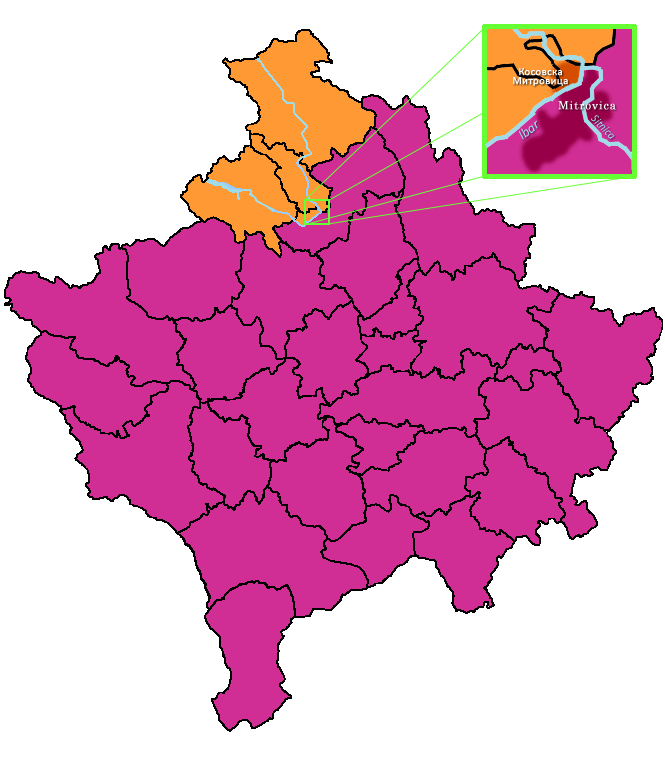
Северное Косово
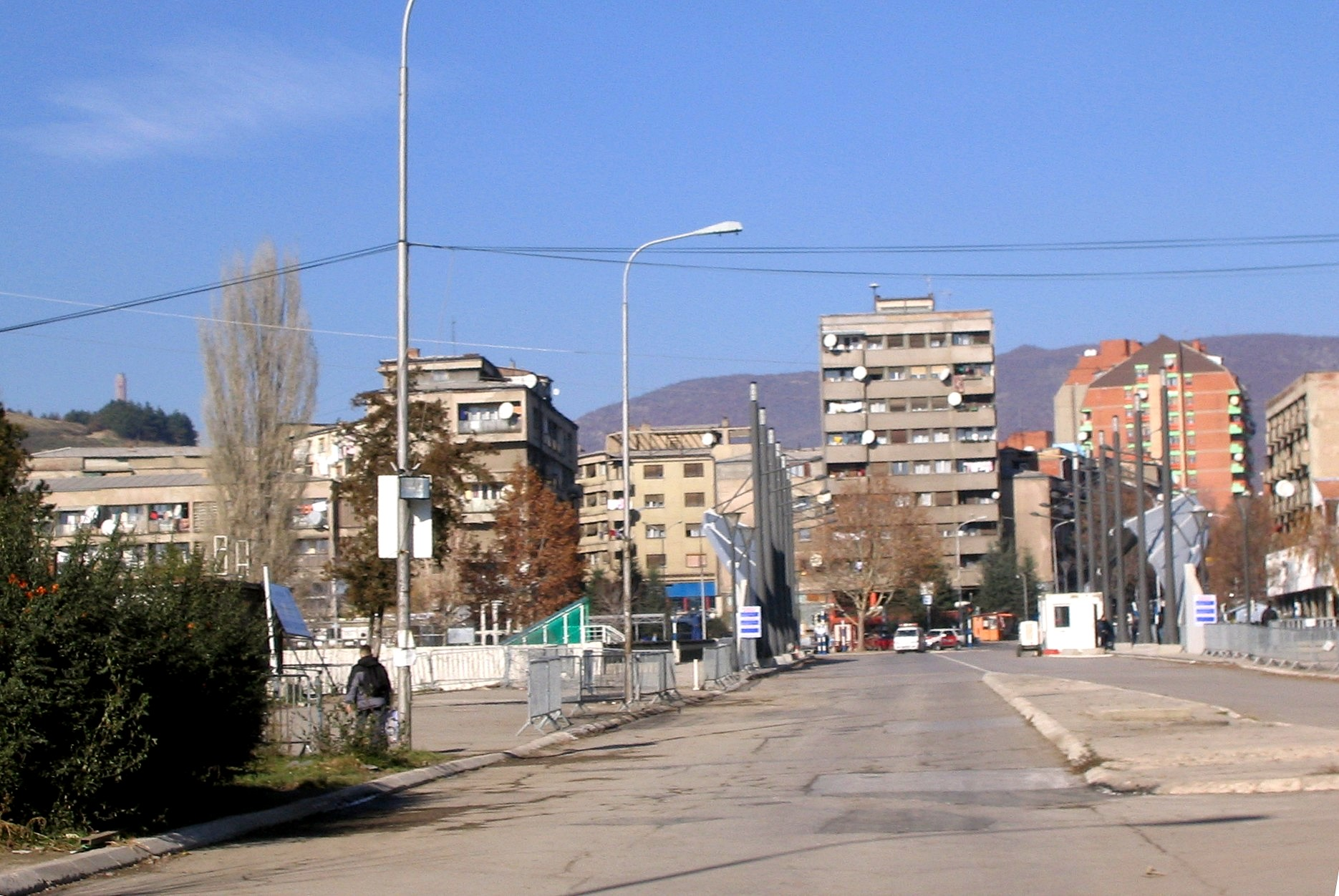
Мост в Косовска-Митровице через р. Ибар
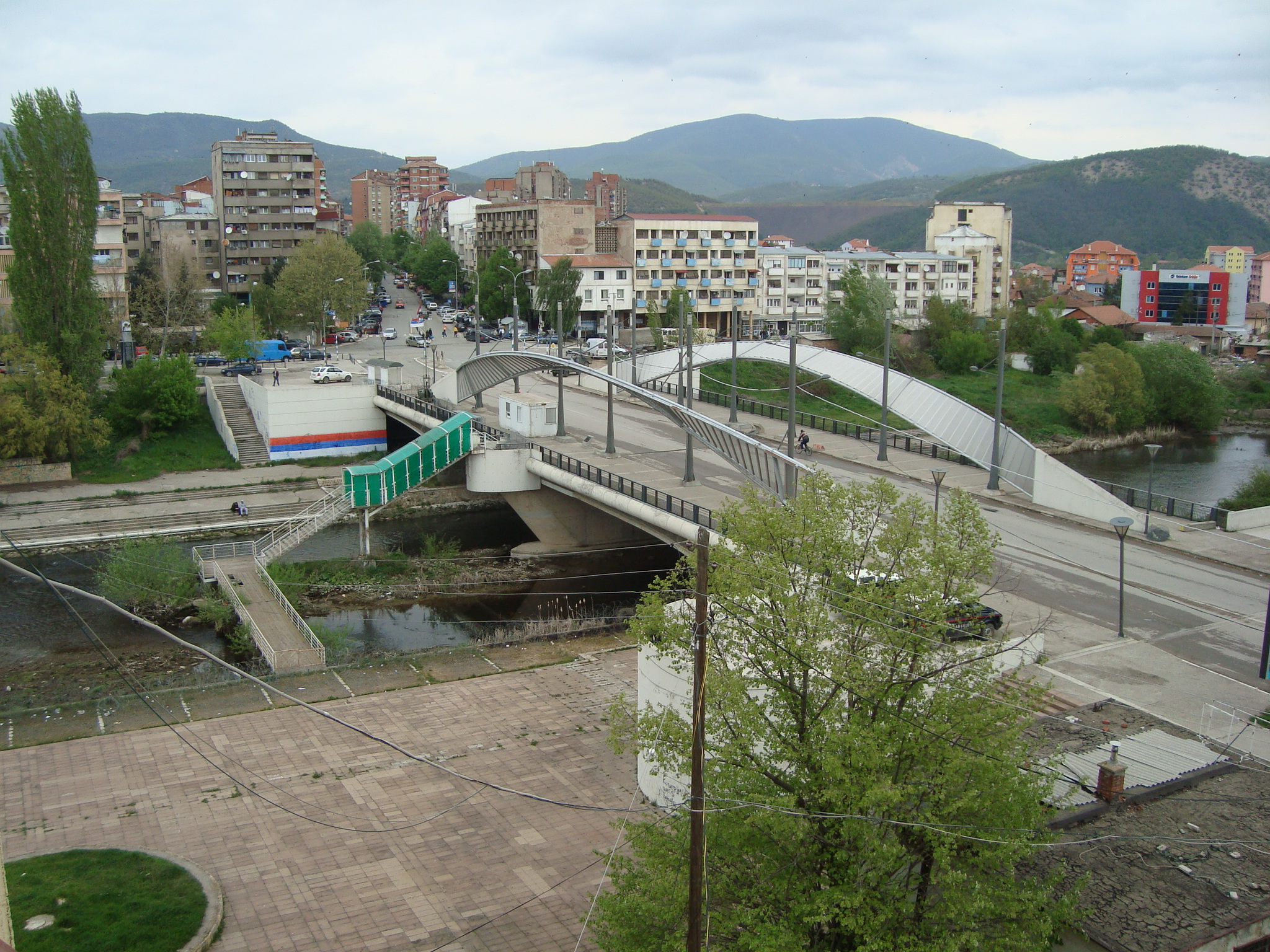
Мост в Косовска-Митровице через р. Ибар
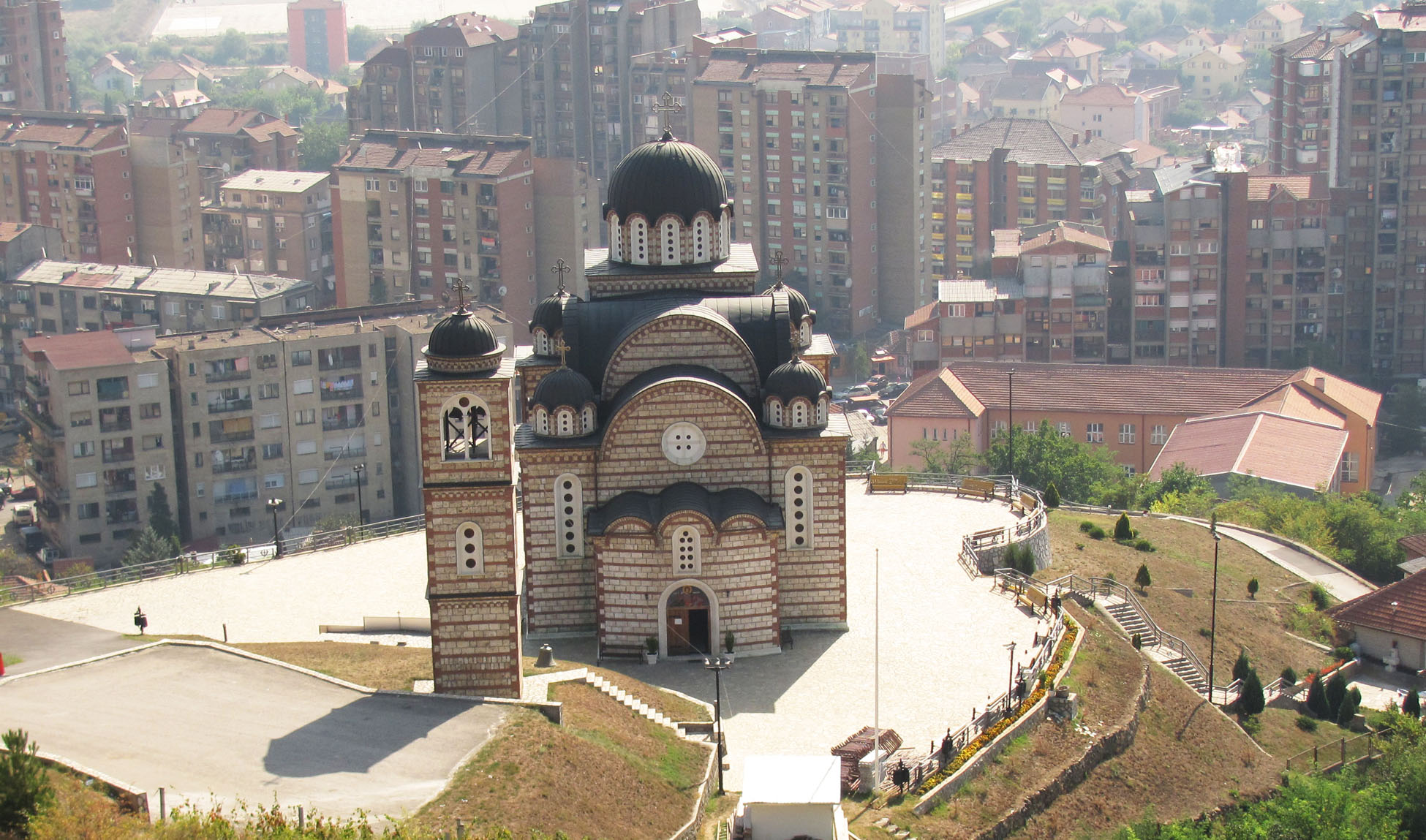
Церковь в северной части Косовска-Митровицы
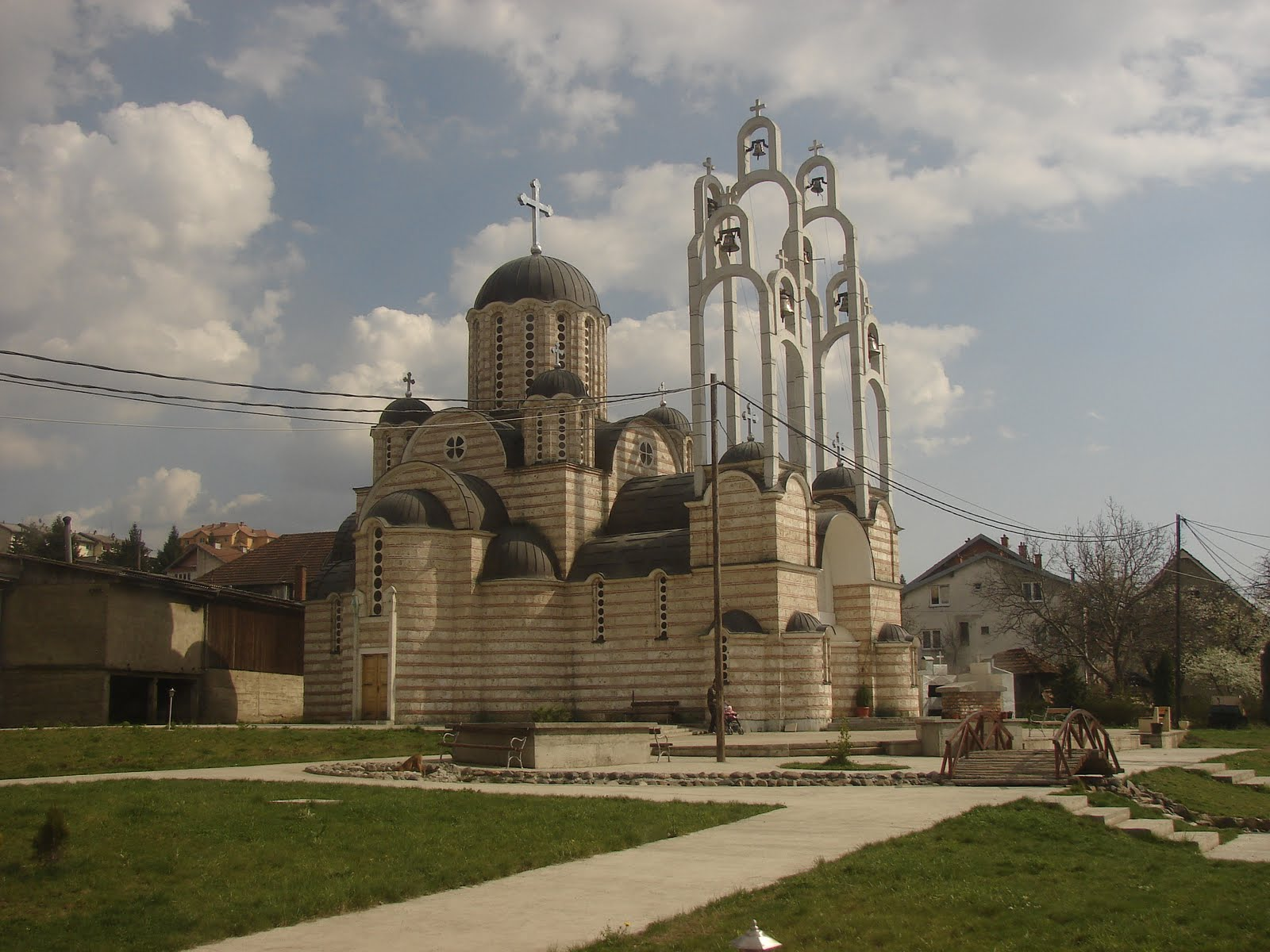
Церковь Василия Острожского в Лепосавиче
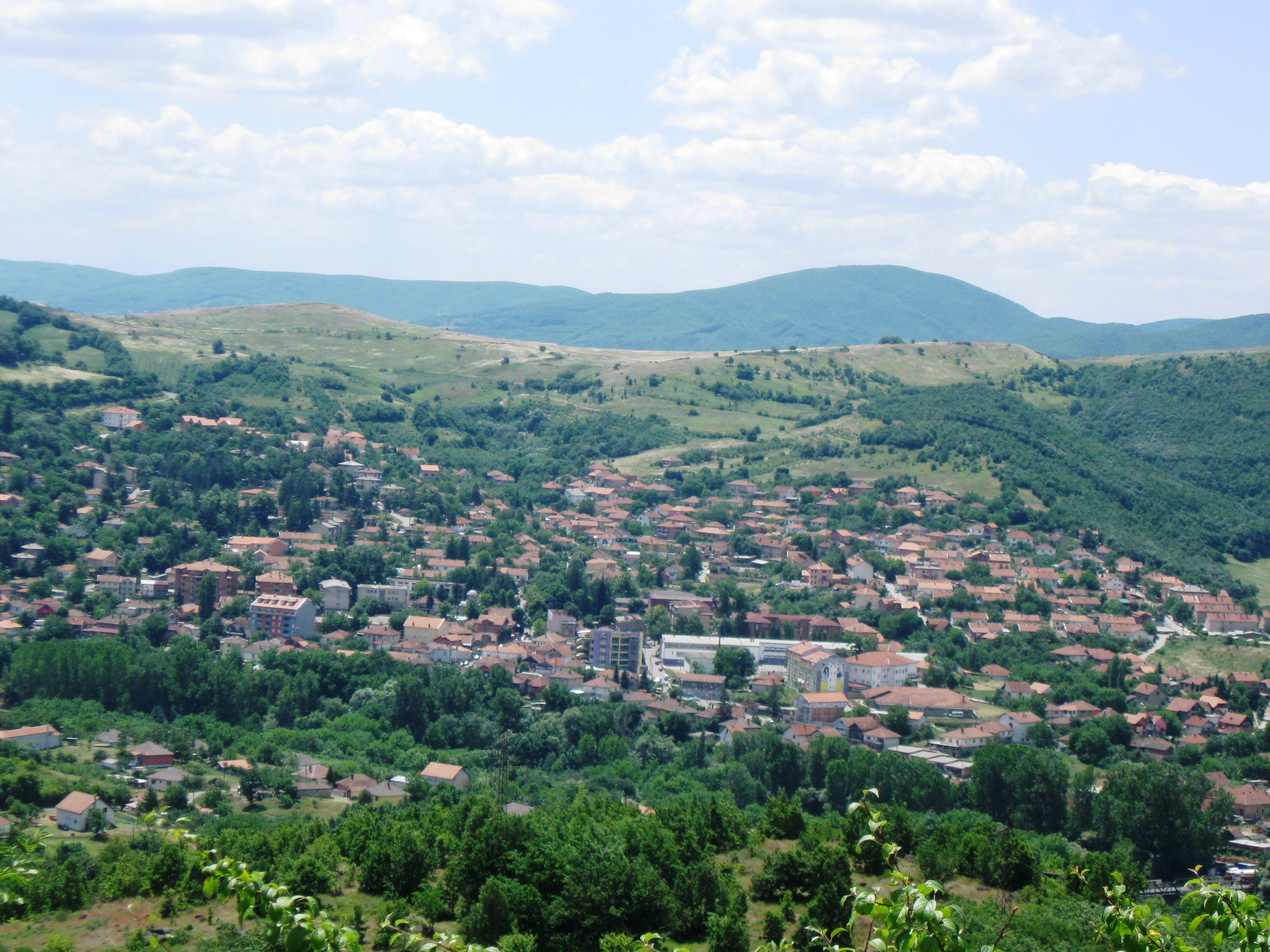
Звечан
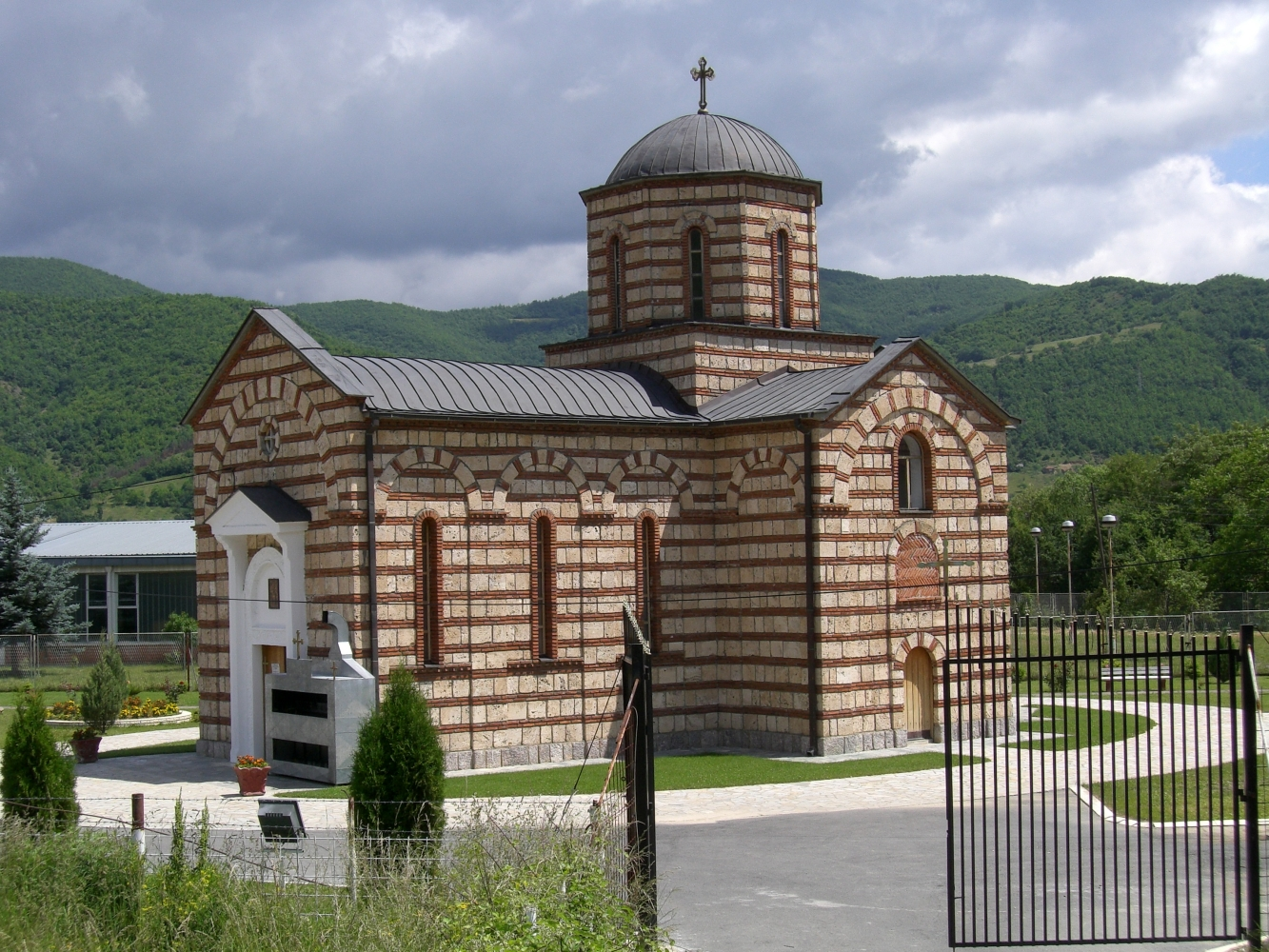
Церковь Святой Троицы в Зубин-Потоке

## История

### До Первой мировой войны

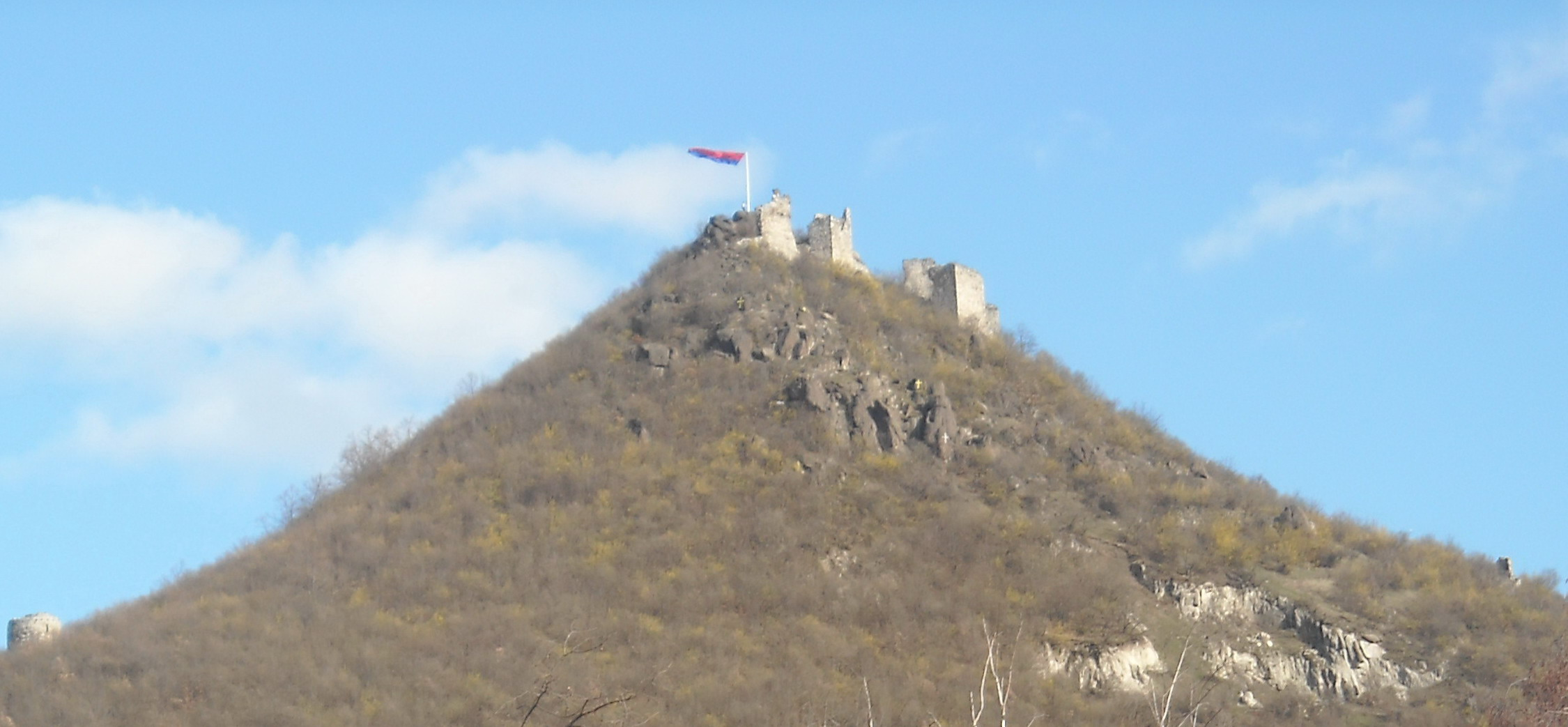
Остатки средневековой крепости в Звечане

Северное Косово являлось частью Тракийско-иллирийской земли Дардании до римского завоевания в I веке. После раскола империи на две половины оно стало частью Восточной империи в 395 году н. э. В VII веке во время Великого переселения народов эта территория часто становилась частью различных славянских и сербских государств. В XI веке север Косова перешёл к сербскому государству Рашка, которое было преобразовано в королевство в 1217 году и Сербскую империю в 1346 году. С её распадом в эпоху феодализма в 1370-х Северное Косово попало под власть Лазаревичей, а в 1402 году оно стало частью нового сербского государства. Богатства его минеральных источников были открыты и впервые добыты сербами. После оттоманской оккупации 1441—1444 турки завоевали его в 1455 году и присоединили к провинции Румелия.
Несколько веков регион провёл в исламской культуре и религии за счёт турецких и иных поселенцев среди православных сербов. В период между 1689 и 1690 годами австрийским Габсбургам удалось взять под свой контроль власть в регионе с помощью сербских повстанцев. В XIX веке в ходе реорганизации в Османской империи был создан отдельный Вилайет Косово. Он стал одним из центров сербской культуры в Османской империи.

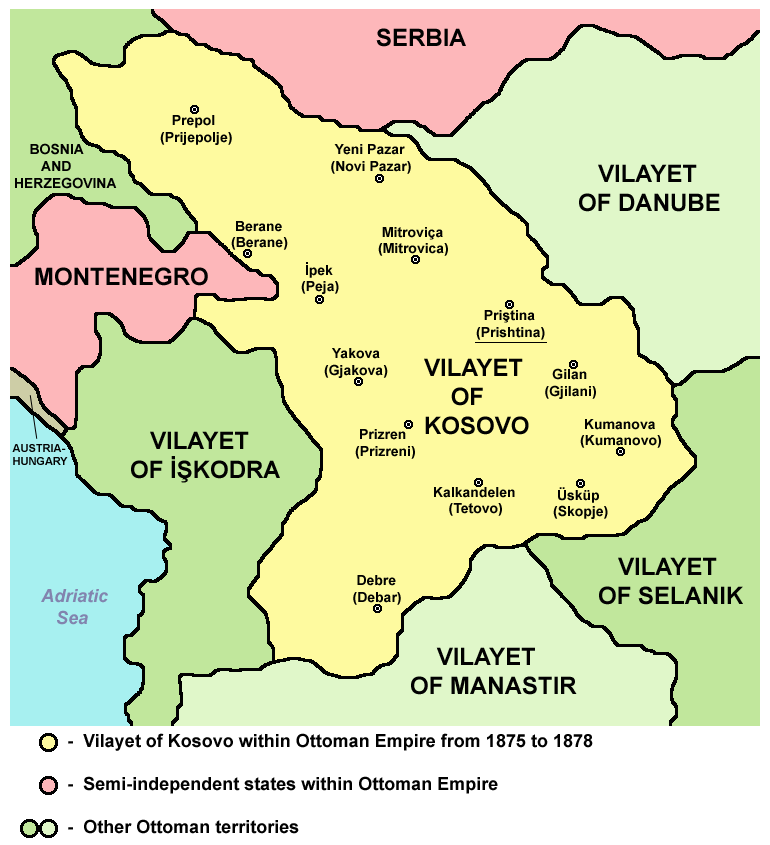
Вилайет Косово (1875-1878)
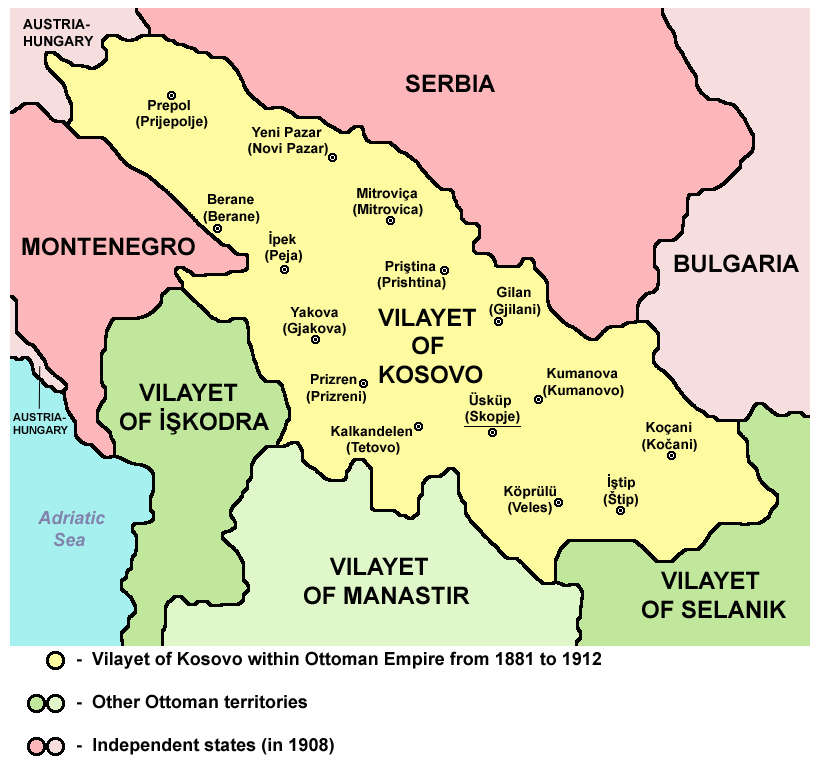
Вилайет Косово (1881-1912)

На Берлинском конгрессе 1878 года Северное Косово было решено передать королевству Сербия.

### Во время и после Первой мировой войны
В период между 1915 и 1918 регион непродолжительное время находился под оккупацией Центральных держав во время Первой мировой войны, после чего стал частью Королевства сербов, хорватов и словенцев. Первоначально он был частью Звечанского округа, но в 1922 году, после принятия нового административного деления, стал частью области Рашка. В 1929 году название королевства было официально изменено на Югославию и Северное Косово стало частью Зетской бановины.

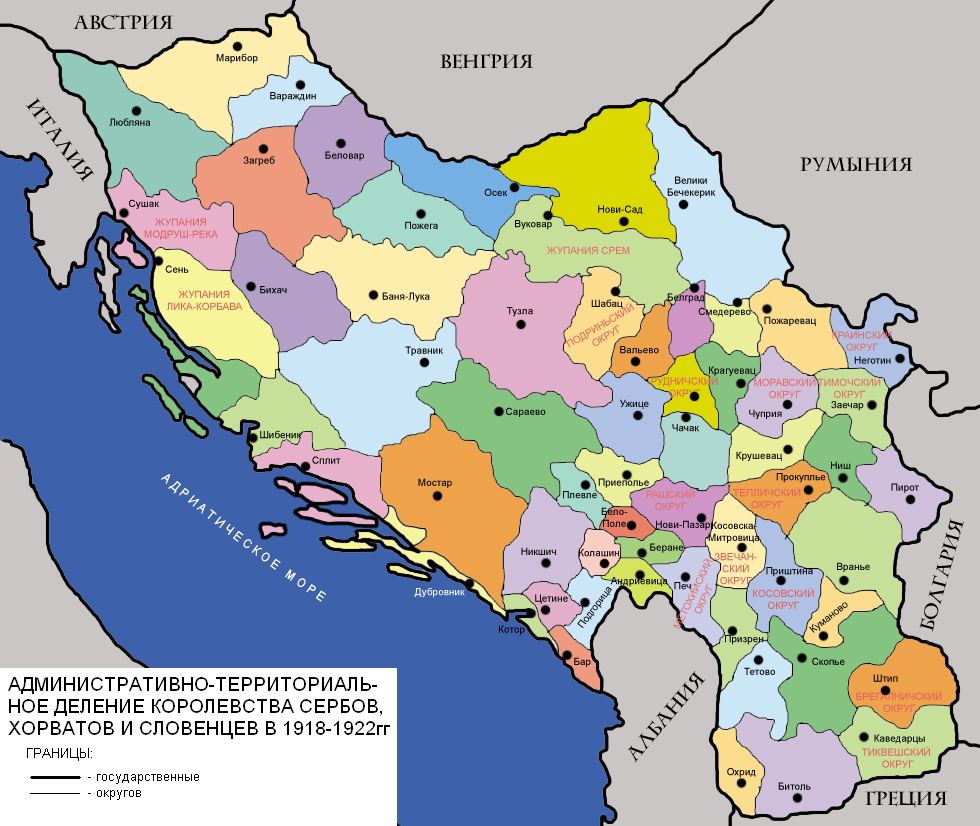
1918-1922

### Во время и после Второй мировой войны
Во время Второй мировой войны, после оккупации немецкими войсками в 1941 году, большая часть Северного Косова попала под власть нацистского марионеточного правительства национального спасения сербского режима Милана Недича. Граница между Албанией и Сербией во время оккупации несколько раз менялась в пользу первой, однако Северное Косово на всем протяжении войны оставалось частью Сербии.

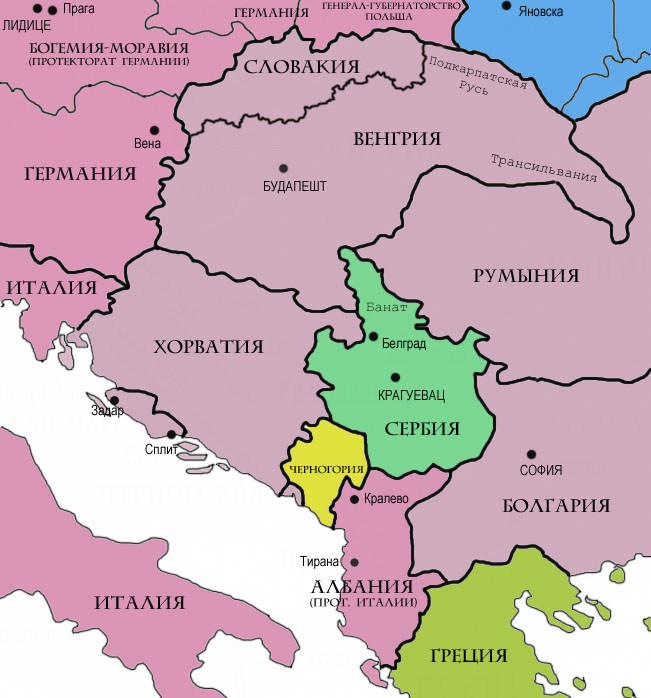
Балканы в 1942
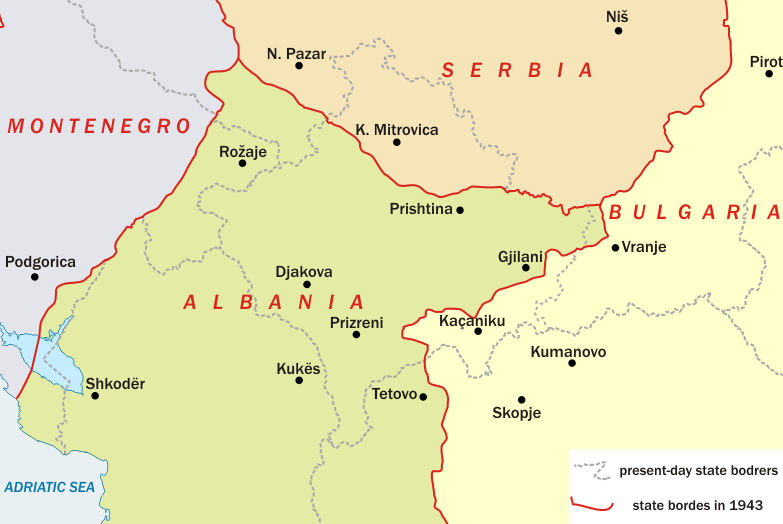
Косово в 1941-1944
Сербы в Югославии (1990)[3]

Регион был полностью освобождён партизанами в 1945 году, став частью социалистической Сербии в составе федеративной Югославии. Власти СФРЮ всячески ограничивали сербов в их желании вернуться после войны обратно в Косово и Метохию и, напротив, не препятствовали албанцам переселяться из Албании в более экономически развитую Сербию, считая, что таким образом сумеют договориться о включении в состав СФРЮ Албании, отдавая ей взамен Косово и Метохию (см. Великая Югославия). Но поскольку события не стали развиваться по такому сценарию и, наоборот, начала возникать угроза сепаратизма в сторону Албании, в 1959 году было принято решение увеличить сербский элемент в автономном крае Косово и Метохия посредством исключения из его состава восточной части (Прешевская долина), населенной албанцами, и присоединения Северного Косова, населённого сербами. В результате структурных изменений в конце 1960-х и начале 1970-х годов Северное Косово стало в ведении непосредственно властей Социалистического Автономного края Косово, практически выйдя из под контроля властей Социалистической Республики Сербия.
Сербский контроль над этим регионом был восстановлен в 1989 и 1990 годах, полномочия властей Косова (с 1990 — Косова и Метохии), Черногории и Сербии сведены к минимуму в счёт федеральных. После войны НАТО против Югославии в 1999 году Северное Косово попало под международное управление, а Сербия практически полностью утратила контроль над ним.

## Население

Этнический состав населения Косова: синий — албанцы, розовый — сербы.

Ещё до войны на Балканах 1999 года в северной части Косова проживали преимущественно сербы со значительным албанским меньшинством и небольшими мусульманским (горанцы и другие славяне-мусульмане), цыганским и турецким меньшинствами. По югославской переписи 1991 года численность населения в муниципалитетах Лепосавич, Звечан и Зубин-Поток составляла около 35 000 человек, из которых 84,9 % составляли сербы, 11,1 % албанцы и 3,9 % остальные, хотя Статистическое управление Косова оценивает результаты этой переписи, как «сомнительные», учитывая, что большинство албанцев бойкотировали её.
Муниципалитет Косовска-Митровица, и в частности его административный центр с прилегающими сёлами, был населён преимущественно албанцами.
Военная операция НАТО и этнические чистки по отношению к сербам в других частях Косова во время войны привели к тому, что численность сербов в целом по Косову сократилась до менее чем 5 %. Часть сербских беженцев обосновалась в Северном Косове, значительно увеличив долю сербского населения региона. В 2006 году, по оценкам ОБСЕ, численность населения муниципалитетов Лепосавич, Звечан и Зубин-Поток составляла примерно 46000 человек, из которых 95,5 % составляли сербы, 3 % албанцы и 1,5 % остальные. Косовска-Митровица была разделена между сербами и албанцами в конце войны по реке Ибар. На севере Косовска-Митровицы в настоящее время проживает около 17000 сербов и 3000 представителей других меньшинств. Большинство цыган сместилось на север, в то время как небольшое количество турок и горанцев по-прежнему живут по обе стороны реки. ОБСЕ, однако, не удалось точно оценить численность населения муниципалитета и его национальный состав.
В соответствии с этими цифрами в Северном Косове проживают примерно 66 000 человек, из которых чуть более 95 % — этнические сербы. По оценкам властей Косова, общее количество косовских сербов составляет 112700 человек, из которых около 54 % — жители Северного Косова.

### Звечан
В ноябре 2005 было подсчитано, что муниципалитет на 95 % населён сербами. Среди них около 4000 человек числятся беженцами.
| Этнический состав, в том числе беженцы |         |      |        |      |        |     |         |      |        |
| Год/Население                          | Албанцы | %    | Сербы  | %    | Другие | %   | Беженцы | %    | Всего  |
| 1991                                   | 1 934   | 19,3 | 7 591  | 75,7 | 554    | 5   | 0       | 0    | 10 030 |
| Январь 1999                            | 2 261   | 24,5 | 6 825  | 73,9 | 146    | 1,6 | 0       | 0    | 9 229  |
| Текущий показатель                     | 350     | 2,1  | 12 050 | 72,6 | 250    | 1,5 | 4 200   | 25,3 | 16 600 |
| Ссылка: ОБСЕ                           |         |      |        |      |        |     |         |      |        |

### Зубин-Поток
| Этнический состав  |                       |      |                    |     |        |     |                       |
| Год/Население      | Сербы                 | %    | Албанцы            | %   | Другие | %   | Всего                 |
| 1991               | приблизительно 7750   | 89,1 | приблизительно 850 | 9,8 | 100    | 1,1 | приблизительно 8 700  |
| Январь 1999        | приблизительно 11 000 | 91,7 | приблизительно 850 | 7,1 | N/A    | N/A | приблизительно 12 000 |
| Текущий показатель | приблизительно 14 000 | 93,9 | приблизительно 800 | 5,4 | N/A    | N/A | приблизительно 14 900 |
| Ссылка: ОБСЕ       |                       |      |                    |     |        |     |                       |

### Лепосавич
| Этнический состав |         |     |        |      |                    |     |        |     |        |
| Год/Население | Албанцы | %   | Сербы  | %    | Славяне-мусульмане | %   | Цыгане | %   | Всего  |
| 1991 | 1 101   | 6,7 | 14 306 | 87,8 | 600                | 3,7 | 163    | 1,0 | 16 291 |
| Январь 1999 | 902     | N/A | 15 365 | N/A  | 940                | N/A | N/A    | N/A | N/A    |
| Текущий показатель | 67      | 0,4 | 18 000 | 97,2 | 240                | 1,3 | 203    | 1,1 | 18 510 |
| Источник статистики 1991 года: перепись 1991 года — население, структура муниципалитетов (Статистическое бюро Югославии, Белград, 1993), стр. 123—125; Цифры 1999: Список деревень в Косове (УВКБ ООН, 9 марта, 1999). Ссылка: ОБСЕ |         |     |        |      |                    |     |        |     |        |

## Экономика

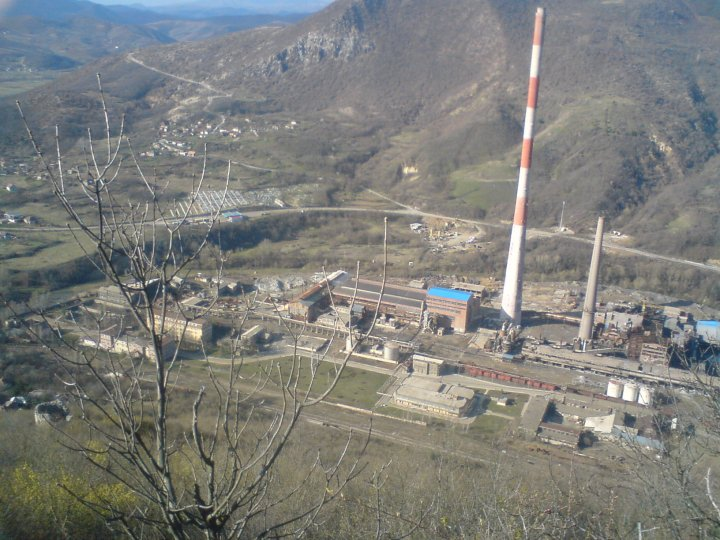
Трепча

Экономика региона была разрушена в результате войны. В Косовска-Митровице к 2006 году уровень безработицы достиг 77 %. Крупнейшим работодателем раньше являлся горнодобывающий комплекс Трепча в Звечане, на котором были трудоустроены 4000 человек. Тем не менее, он был закрыт в августе 2000 года в связи с серьёзным загрязнением окружающей среды. Экономическая ситуация значительно ухудшилась в последние годы из-за отсутствия капитальных инвестиций, что усугубляется неопределённостью, вызванной политическим спором по поводу будущего региона. В Северном Косове используется сербская национальная валюта — сербский динар, а не евро — валюта Республики Косово.

## Политика и правительство в период 2000—2013

Флаг Сербии

Герб Сербии

Гражданский флаг Сербии

Флаг Сербской православной церкви

С 1999 года населённый сербами север Косова управлялся де-факто независимо от албанского правительства в Приштине. На севере края используются сербские национальные символы, население участвует в сербских национальных выборах, которые бойкотируются в остальной части Косова, и, в свою очередь, бойкотирует выборы в органы управления Республики Косово. Муниципалитеты Лепосавич, Звечан и Зубин-Поток находятся под управлением местных сербов, в то время как муниципалитет Косовска-Митровица был причиной противостояния сербского и албанского правительств до компромисса, найденного в ноябре 2002 года.
Существует также центральный регулирующий орган — Сербский Национальный совет по делам Косова и Метохии. Его президентом в Северном Косове является Милан Иванович, а главой его Исполнительного Совета — Рада Трайкович.
В Северном Косове доминирует «Сербский список для Косова и Метохии». Его возглавлял Оливер Иванович (осуждён в 2016 году на 9 лет лишения свободы).
Основным вопросом, стоящим в регионе, является его будущие отношения с Сербией и независимым Косовом. Жёсткие настроения сербов Северного Косова ранее подогревались премьер-министром сербского правительства Воиславом Коштуницей, однако поражение его партии на парламентских выборах (как и поражение Сербской радикальной партии) повлекло смягчение позиции сербского руководства по косовской проблеме.
М. Иванович и другие лидеры косовских сербов выразили разочарование занятой Белградом более умеренной позицией, заключающейся в призыве присоединиться к Ассамблее Косова и принимать участие в работе местного правительства. Этот подход оказался весьма спорным, поскольку многие косовские сербы отвергают какой-либо компромисс, предусматривающий независимость края. В феврале 2004 года автомобиль Ивановича был уничтожен взрывом бомбы возле его дома в Косовска-Митровице.
Руководство Сербского списка, албанское правительство Косова и Организация Объединённых Наций: все официально выступают против отделения Северного Косова от остальной части этой провинции. Раздел края противоречит как Декларации о независимости Косова, так и резолюции СБ ООН № 1244. Тем не менее, многие сербы в регионе категорически против жить под властью правительства албанского большинства и отвергают независимость Косова. Иванович выступает против раздела края, отмечая, что более чем 60 000 человек (55 % от сербского населения) Косова живёт к югу от реки Ибар, и что все важные культурные и экономические объекты находятся также в южной части Косова. Президент Сербии Борис Тадич, ранее выступавший за создание в Косове 2 субъектов (албанского и сербского), не исключает возможности раздела Косова. Несмотря на то, что в пункте 4 резолюции Совбеза ООН № 1244 зафиксировано право Сербии ввести определённое количество войск в Косово, президент Тадич не желает этим правом воспользоваться.
Большинство жителей Северного Косова бойкотировало выборы во временные институты власти после консультаций с Белградом. Т.о. сложилась ситуация, что от Северного Косова в органы власти края прошли только представители албанцев.
В феврале 2008 года регион был объединён в общину под названием Союз сербских округов и окружных подразделений в Косове и Метохии сербскими делегатами совещания в Косовска-Митровице, которая с тех пор является столицей Северного Косова. Президентом Союза является Драган Велич.
28 июня 2008 года Союз сербских округов и окружных подразделений в Косове и Метохии был преобразован в Сербскую Скупщину Косова и Метохии под председательством Марка Джакшича. Сербская Скупщина решительно критиковала сепаратистское движение в албанской Ассамблее Косова и потребовала единства сербского населения в Косове, бойкотировала EULEX и объявила массовые протесты в поддержку сербского суверенитета над Косовом.

### Скупщина Косова и Метохии
4 июля 2013 года в г. Звечан косовские сербы, не желающие подчиняться албанскому парламенту Республики Косово, учредили собственный парламент — Скупщину автономного края Косово и Метохия. Председателем парламента был избран представитель муниципалитета Лепосавич Славко Стеванович. «Только демократическая и экономически сильная Сербия может помочь сербскому народу в Косове и Метохии, но мы не можем согласиться с тем, что ценой вступления Сербии в ЕС будет потеря территории и насильная интеграция нас в органы власти непризнанного государства», — цитируют сербские СМИ заявление Стевановича на учредительной сессии. На заседании присутствовало 97 депутатов, они принесли присягу и приняли Декларацию временной Скупщины Косова и Метохии, в которой указывается, что Скупщина является представительским органом граждан Сербии в крае, уважающих Конституцию и законы Сербии.

## Граница Сербии и Северного Косова
2 июля 2011 года прошли очередные переговоры. Группу сербских дипломатов возглавлял Борислав Стефанович, а косовских — Эдита Тахири. Диалог был прерван из-за спора по поводу печатей таможни. Албанские власти Косова считают себя вправе ставить свои печати со всеми атрибутами государственности на КПП на административной границе Сербии и Косова. Стефанович заявил, что Сербия в принципе готова согласиться, чтобы у косовских албанцев была своя печать таможни, но она должна быть нейтральной и не иметь символов самопровозглашённого государства. Такое же требование сербы предъявляют и к сопроводительной документации.
2 сентября 2011 года состоялся пятый раунд переговоров. Делегации согласовали вопрос о косовской таможенной печати (на ней написано «Таможня Косова», и она не содержит символов самопровозглашённого государства), однако не было достигнуто никаких договоренностей об обеспечении режима таможенного контроля на административной границе Сербии и Косова.
Утром 16 сентября 2011 года косовские таможенники прибыли на вертолётах и установили контроль над двумя КПП «Ярине» и «Брняк» на северной границе Косова, таким образом отрезав Северное Косово от Сербии, что стало началом нового обострения косовского конфликта.
27 декабря Белград и Приштина достигли договорённости о беспрепятственном пересечении границы между Косовом и Сербией. Теперь любой житель Косова сможет пересечь контрольно-пропускной пункт в Сербии, показав документы, выданные албанской администрацией. Данное решение вызвало возмущение у косовских сербов.
16 июня 2012 года силы KFOR блокировали альтернативную дорогу из Северного Косова в центральную часть Сербии, которая проходила в обход официального КПП «Брняк». При разгоне сопровождавшей это мероприятие акции протеста были ранены резиновыми пулями два серба. «Закрытие альтернативного перехода позволяет силам KFOR выполнять свои основные обязанности по обеспечению безопасности», — сказано в сообщении международного контингента НАТО. Глава муниципалитета Зубин Поток Славиша Ристич осудил военных, подчеркнув, что миротворцы «встали на сторону Приштины». «KFOR решил нас полностью закрыть, блокировать и посадить за колючую проволоку», — заявил Ристич.
В октябре косовские сербы подали иск в Конституционный суд о признании незаконными договоренностей предыдущего правительства с Приштиной, в частности, о совместном управлении КПП на разделительной линии с Центральной Сербией и свободе передвижения. 8 октября в беседе с журналистами мэр муниципалитета Звечан Драгиш Милович заявил: «Мы направили соответствующий запрос в Конституционный суд с тем, чтобы он дал оценку соответствия основному закону действий бывшего главы сербской делегации на переговорах с Приштиной Борислава Стефановича и подписанных им соглашений с косовскими властями. Они направлены против интересов сербов в Косове и Метохии».
10 декабря 2012 вступило в силу сербско-албанское соглашение о совместном управлении КПП в Северном Косове. Первоначально под совместное управление перешли КПП «Яринье» и «Мердаре». До конца года в таком режиме должны заработать ещё два блокпоста. Сербские и косовские таможенники работают в нескольких метрах друг от друга, то есть фактически каждый такой КПП — это пара близко расположенных КПП по одному от каждой стороны. Начальник КПП назначается Приштиной, его заместитель — Белградом.

## Граница Республики Косово и Северного Косова

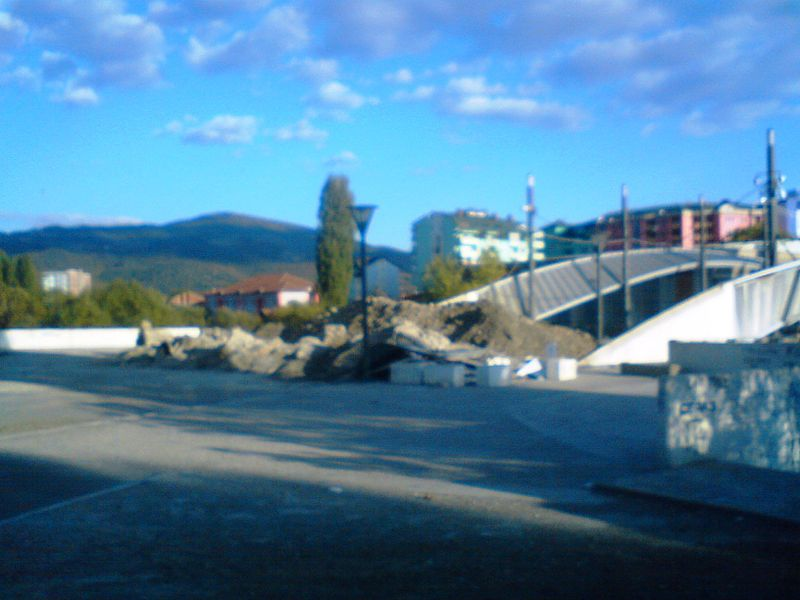
Баррикады в северной части Косовска-Митровицы

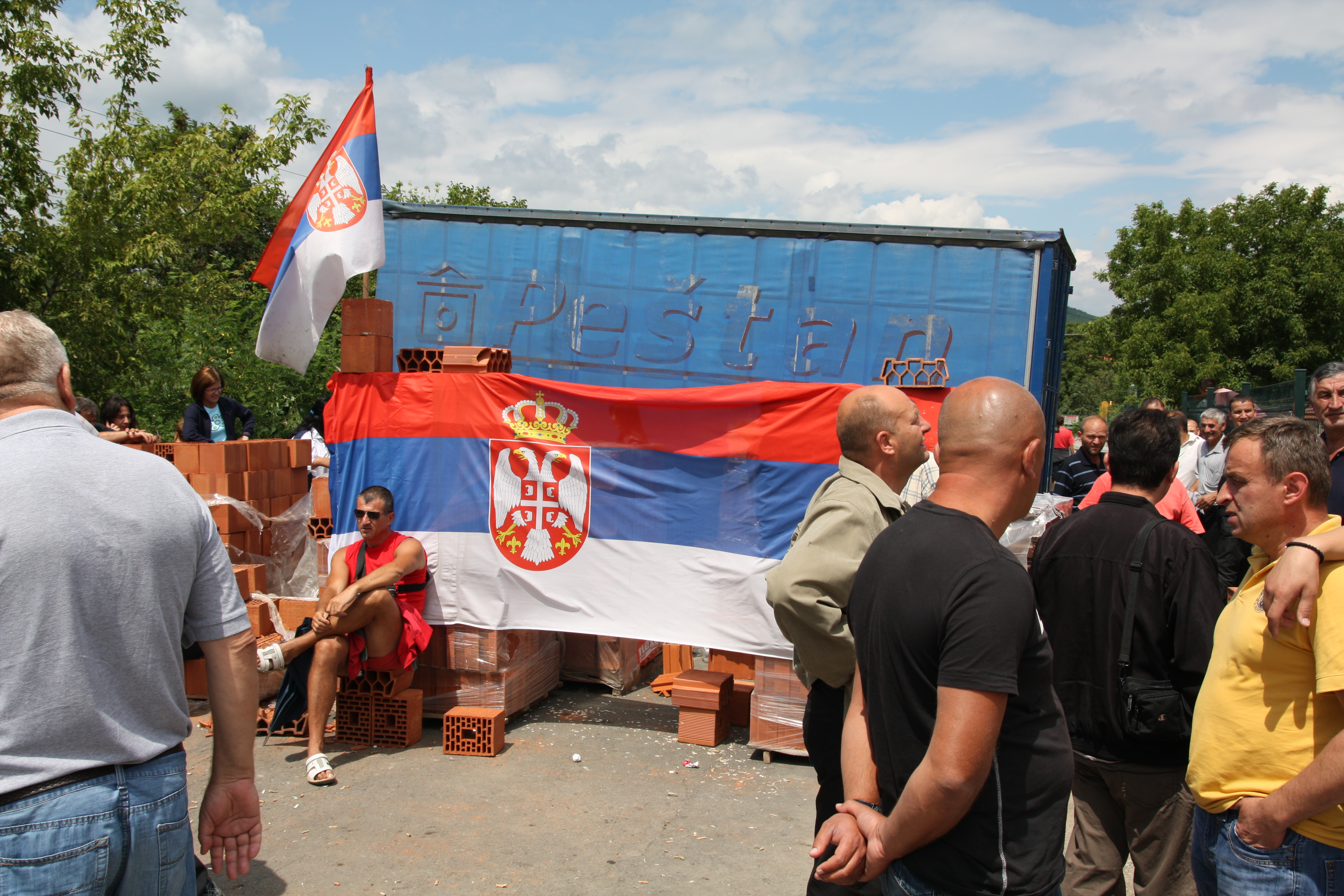
Сербские баррикады в Звечане во время таможенного конфликта

Граница, отделяющая Северное Косово от остальной части (т. н. «жёлтая линия»), появившаяся в 2002 году вследствие договорённостей между этническими группами, всё чаще игнорируется властями Республики Косово после провозглашения ею независимости. Как считают албанские власти, никаких разграничительных линий в Косове нет, а поэтому возвращение албанских беженцев на север Косова носит законный характер. Бесим Хоти, пресс-офицер полиции Косова, по этому поводу заявил: «Это всё — территория Косова. Для нас нет никаких „жёлтых линий“. Мы всё это не учитываем. Мы даже не знаем, где такие жёлтые линии проходят. И наша обязанность — позволить людям вернуться в свои дома, несмотря на свою этническую принадлежность». При этом власть оказывает значительную помощь албанцам в строительстве нового жилья в Северном Косове. Однако подобной помощи не оказывается сербам, которые были вынуждены покинуть остальную часть края. Милия Милошевич, капитан полиции северного Косова, так говорит об этом: «Всё дело в том, что в северной части Косова живёт уже 4 тыс. албанцев. А вот сербские беженцы до сих пор не могут вернуться в свои дома. Всё ещё боятся».

## Раздел Косова или обмен территориями

Косово, Северное Косово и приграничные районы Сербии, где албанцы составляют значительную часть населения:
- Прешево: >90 %
- Буяновац: 55 %
- Медвежа: 26 %

## Автономия Северного Косова
В январе 2010 года албанские власти Республики Косово заявили о планах по созданию в Северном Косове муниципалитета Северная Митровица.
20 июня 2012 года правительство Республики Косово назначило Адрияну Ходжич главой административной канцелярии в северной части Косовска-Митровицы. Руководитель канцелярии наделяется такими же полномочиями, как и главы косовских муниципалитетов. В канцелярии будут работать 80 человек, а её годовой бюджет составит 4 миллиона евро.
22 июня 2012 года оппозиционеры закидали здание правительства Республики Косово помидорами в знак протеста против возможных уступок на переговорах с Сербией. В то же самое время премьер-министр Хашим Тачи проводил переговоры со спецпосланником ЕС Робертом Купером. «Мы продолжим наши протесты, потому что люди в правительстве готовы продать север Косова, предоставив ему статус автономии. Это уничтожит суверенитет нашей страны», — заявил оппозиционный депутат парламента Косова Глаук Коньюфка. Члены радикальной Партии самоопределения призывают прекратить консультации по нормализации отношений с Сербией и потребовать от последней извинений за преступления, совершенные во время Балканской войны.
5 июля 2012 года во Франкфурте вице-премьер правительства Косова Бехджет Пацолли предложил создать свободную экономическую зону на севере Косова.
18 декабря источники в правительстве Сербии сообщили, что Белград будет добиваться для Северного Косова автономии по аналогии с автономией боснийской Республикой Сербской. По данным СМИ, документ уже одобрен президентом и правительством и будет в ближайшее время передан для изучения парламентским фракциям и косовским сербам. Представитель косовских сербов, председатель скупщины сербских общин Косова и Метохии Марко Якшич заявил по этому поводу: «Мне кажется, что автор этого плана — не Томислав Николич, а страны „большой пятерки“, то есть Франция, Германия, Великобритания, Италия и США. В любом случае, если Северное Косово станет чем-то наподобие Республики Сербской, то центральная власть у сербов будет в Приштине, а не в Белграде. А это фактически означает признание независимости Косова (…) А это означает полное предательство государственных и национальных интересов Сербии».
В конце декабря 2012 года власти Сербии предложили создать на севере Косова так называемое Автономное сообщество сербских муниципалитетов (или, по другим источникам, Автономное объединение сербских общин). Новая автономия может получить свои флаг, герб и гимн, будет иметь двухпалатный парламент (палата регионов и палата граждан) и исполнительный совет. Власти автономии будут располагать полномочиями в областях образования, здравоохранения, экономической политики, торговли, телекоммуникаций, управления полицией и многих других. Регулирование некоторых из этих сфер может быть организовано по примеру испанской автономной области Каталонии. Наряду с общинами севера Косова в автономию должны войти общины Грачаница, Штрпце и прочие, маленькие анклавы должны получить специальный статус. «Платформа», которую согласовало сербское правительство и президент, должна быть одобрена парламентом в ближайшем будущем. 25 декабря представители сербских общин Косова (101 от севера и 21 от юга Косова) обсудили и поддержали предложенную сербским правительством «платформу».
Подписанное весной 2013 года Брюссельское соглашение предусматривает создание Союза сербских общин. Президент Косова Атифете Яхьяга пояснила в интервью косовскому телевидению, что «Союз сербских общин, как часть Брюссельского соглашения, не приносит сербам автономию, а лишь регулирует отношения между общинами». «Это не политическо-территориальная автономия и не второй или третий уровень власти», — заявила Яхьяга.

## Референдум
14 и 15 февраля 2012 года в Северном Косове прошёл референдум. На вопрос «Признаёте ли вы органы власти так называемой Республики Косово?» 99,74 % проголосовавших ответили отрицательно. «Да» проголосовали лишь 69 человек. К участию к голосованию были допущены 35,5 тыс. избирателей, явка составила 75,28 %.. Руководства Республики Косово и Сербии осудили действия властей Северного Косова. «Проведение референдума демонстрирует болезненные амбиции и территориальные претензии Сербии в отношении Косова», — подчеркивается в заявлении правительства Республики Косово. «Эта инициатива подрывает потенциал нашего государства и не отвечает интересам косовских сербов. Таким образом они дистанцируются от государства и защиты законных интересов сербского населения в Косове и Метохии», — заявил президент Сербии Борис Тадич. Председатель муниципалитета Косовска-Митровица Крстмир Пантич признал, что референдум не будет иметь юридических последствий, поскольку по сербской конституции край Косово и Метохия и без того является частью Сербии. «Мы послали международному сообществу ясный сигнал, что ожидаем уменьшения давления на северную часть края и что международное сообщество должно изменить свой подход к решению того множества проблем, которые имеются здесь», — заявил Пантич.

## Договор о нормализации отношений

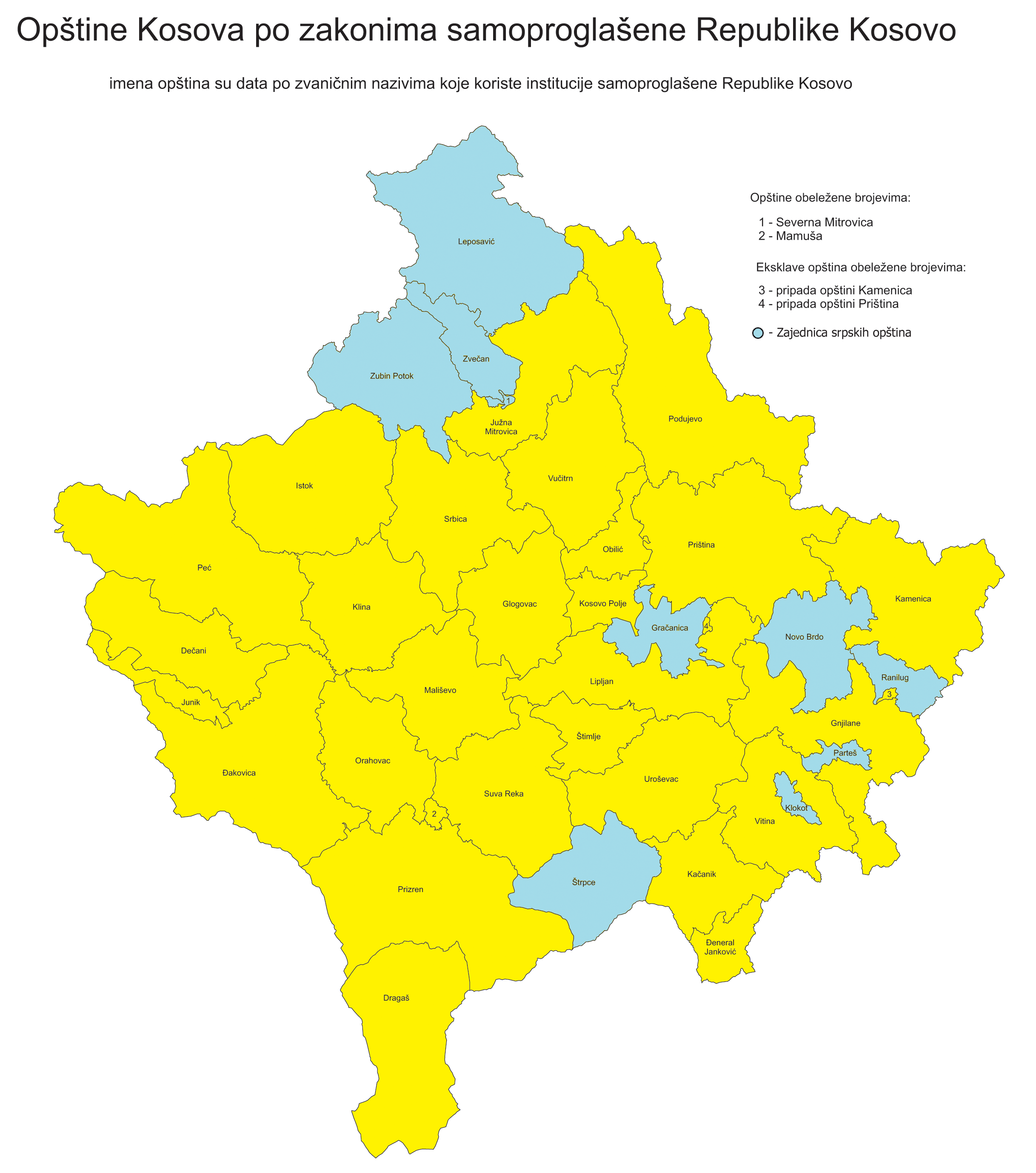

13 января 2013 года парламент Сербии поддержал разработанный президентом Николичем план по созданию сербской автономии на севере Косова. За принятие документа проголосовали 175 из 250 депутатов Народной скупщины.
После длительных переговоров, шедших на фоне митингов и столкновений на севере Косова, 19 апреля Ивица Дачич и Хашим Тачи заключили в Брюсселе соглашение о нормализации отношений. Соглашение предоставляет определённые полномочия косовским сербам внутри институтов Республики Косово. Полицейские подразделения сербской части Косово должны быть полностью интегрированы в единую косовскую службу. Командовать региональным полицейским управлением, которое возьмет под контроль четыре сербские общины, станет косовский серб. Судебные органы Северного Косова будут интегрированы в косовские и станут действовать по косовским законам. В сербской части города Косовска-Митровица будет учрежден окружной суд из сербских представителей, подчиняющихся Приштине. Вопрос о пребывании сил безопасности Республики Косово на сербском севере не был решён окончательно, существует устная договорённость, что допуск этих сил в Северное Косово нужно будет согласовывать с НАТО и можно разрешать только в случае катаклизмов. Фактически соглашение подтверждает независимость Республики Косово.
К концу апреля соглашение было ратифицировано парламентами Сербии и Косова.
Официальная реакция:
- Косово — «Соглашение, которое сейчас было парафировано между двумя государствами, де-юре представляет признание Косово со стороны Сербии» — сказал премьер-министр Хашим Тачи.
- Сербия — «Для сербской стороны это наиболее выгодный текст из всех, что были до сих пор» — заявил премьер-министр Ивица Дачич.

Реакция оппозиции:
- Косово — «Если этот договор будут реализовывать, то это означает, что мы сотворили вторую Боснию. Косово разделено этническими границами» — заявил зампред «Самоопределения» Шпенд Ахмети.
- Сербия — «Нынешние власти согласились с упразднением государства Сербия в Косове и Метохии, сдали сербский народ на милость албанских сепаратистов и продали территорию Косова за никчемную дату начала переговоров о вступлении в ЕС» — лидер оппозиционной Демократической партии бывший президент Югославии и бывший премьер-министр Сербии Воислав Коштуница.
- Северное Косово — по словам одного из лидеров косовских сербов, заместителя руководителя канцелярии сербского правительства по Косову и Метохии Крстмира Пантича, косовские сербы будут протестовать против договора о нормализации отношений, поскольку им предусмотрено функционирование полиции и судебных органов в рамках косовоалбанских законов, и они не будут иметь никакой связи с сербскими органами власти. Это, по оценке Пантича, означает окончательный уход Сербии из Косова. «Мы проконсультируемся с нашими гражданами о дальнейших шагах. Если они согласятся, а я уверен, что это будет так, мы продолжим борьбу и не позволим осуществить это соглашение на местах» — заявил Пантич[40].

### Несостоявшийся общесербский референдум
25 апреля 2013 года на встрече с руководством правительства в Белграде лидеры Северного Косова потребовали провести референдум по вопросу принятия соглашения о нормализации отношений между Сербией и Республикой Косово. Первый вице-премьер правительства Сербии Александр Вучич заявил, что власти Сербии проведут референдум, если лидеры косовских сербов предварительно предоставят гарантии того, что признают его результаты. 30 апреля премьер-министр Ивица Дачич заявил, что Сербия готова отказаться от проведения всенародного референдума. «Соглашение должно быть принято. Согласен или не согласен с ним кто-то, поддерживает или нет — это не важно», — сказал Дачич. Опрос общественного мнения, проведенный агентством «Фактор плус», показал, что соглашение поддерживают 57 % опрошенных граждан Сербии, 29 % против, 14 % воздержались от ответа. При этом 17 % опрошенных охарактеризовали соглашение как предательство национальных интересов, а 55 % считают, что это максимум того, чего Сербия могла добиться в настоящий момент.

### Выборы в местные органы власти

Нейтральная символика, применявшаяся на выборах

3 ноября 2013 года в Республике Косово состоялись местные выборы. Впервые они проходили одновременно на всей заявленной территории республики, включая Северное Косово, и поддерживались властями Сербии, которым за это было обещано начать переговоры о вступлении в Европейский союз. Организацией выборов занималась ЦИК Косово, а сами выборы проходили по законам республики, из-за чего со стороны ряда сербских оппозиционных политических сил звучали призывы бойкотировать голосование. По прогнозам, в бойкоте могли принять участие около 90 % населения Северного Косова. При средней явке по Косову в 45,72 % явка на выборах на севере Косова составила 15 %, в том числе в Косовска-Митровице — 7,09 %. В Северной Косовска-Митровице на трёх участках были назначены повторные выборы. В них приняли участие чуть более 20 % избирателей.